# Bosco Chiesanuova
Bosco Chiesanuova (Duits: Neuenkirchen) is een gemeente in de Italiaanse provincie Verona (regio Veneto) en telt 3386 inwoners (31-12-2004). De oppervlakte bedraagt 64,6 km², de bevolkingsdichtheid is 52 inwoners per km².
De volgende frazioni maken deel uit van de gemeente: Bosco Chiesanuova, Corbiolo, Lughezzano-Arzerè e Valdiporro.

## Demografie
Bosco Chiesanuova telt ongeveer 1432 huishoudens. Het aantal inwoners steeg in de periode 1991-2001 met 5,6% volgens cijfers uit de tienjaarlijkse volkstellingen van ISTAT.
| Jaar | Inwoneraantal |
| ---- | ------------- |
| 1991 | 3033          |
| 2001 | 3203          |

## Geografie
De gemeente ligt op ongeveer 1106 m boven zeeniveau.
Bosco Chiesanuova grenst aan de volgende gemeenten: Ala (TN), Cerro Veronese, Erbezzo, Grezzana, Roverè Veronese, Selva di Progno.

## Geboren
- Paola Pezzo (1969), Italiaans mountainbikester